# Eduard Spranger
 (juin 2022).
La mise en forme du texte ne suit pas les recommandations de Wikipédia : il faut le « wikifier ».
Les points d'amélioration suivants sont les cas les plus fréquents. Le détail des points à revoir est peut-être précisé sur la page de discussion.
- Les titres sont pré-formatés par le logiciel. Ils ne sont ni en capitales, ni en gras.
- Le texte ne doit pas être écrit en capitales (les noms de famille non plus), ni en gras, ni en italique, ni en « petit »…
- Le gras n'est utilisé que pour surligner le titre de l'article dans l'introduction, une seule fois.
- L'italique est rarement utilisé : mots en langue étrangère, titres d'œuvres, noms de bateaux, etc.
- Les citations ne sont pas en italique mais en corps de texte normal. Elles sont entourées par des guillemets français : « et ».
- Les listes à puces sont à éviter, des paragraphes rédigés étant largement préférés. Les tableaux sont à réserver à la présentation de données structurées (résultats, etc.).
- Les appels de note de bas de page (petits chiffres en exposant, introduits par l'outil «  Source ») sont à placer entre la fin de phrase et le point final[comme ça].
- Les liens internes (vers d'autres articles de Wikipédia) sont à choisir avec parcimonie. Créez des liens vers des articles approfondissant le sujet. Les termes génériques sans rapport avec le sujet sont à éviter, ainsi que les répétitions de liens vers un même terme.
- Les liens externes sont à placer uniquement dans une section « Liens externes », à la fin de l'article. Ces liens sont à choisir avec parcimonie suivant les règles définies. Si un lien sert de source à l'article, son insertion dans le texte est à faire par les notes de bas de page.
- La présentation des références doit suivre les conventions bibliographiques. Il est recommandé d'utiliser les modèles {{Ouvrage}}, {{Chapitre}}, {{Article}}, {{Lien web}} et/ou {{Bibliographie}}. Le mode d'édition visuel peut mettre en forme automatiquement les références.
- Insérer une infobox (cadre d'informations à droite) n'est pas obligatoire pour parachever la mise en page.

Pour une aide détaillée, merci de consulter Aide:Wikification.
Si vous pensez que ces points ont été résolus, vous pouvez retirer ce bandeau et améliorer la mise en forme d'un autre article.
Eduard Spranger (27 juin 1882 - 17 septembre 1963) est un philosophe et psychologue allemand. Élève de Wilhelm Dilthey, Spranger est né à Berlin et mort à Tübingen. Il est considéré comme un humaniste qui développe une pédagogie philosophique comme un acte d'« autodéfense » contre la théorie expérimentale orientée vers la psychologie de l'époque.

## Théories
Spranger évalue les personnalités en fonction de six idéaux ou orientations de valeurs constituant autant de traits de personnalité; "types" théoriques, économiques, esthétiques, sociaux, politiques et religieux
Spranger contribue à la pédagogie de la théorie de la personnalité, dans son livre Types of Men. Ses attitudes de valeur étaient :
- Le Théorique, dont l'intérêt dominant est la découverte de la vérité
- L'Économique, qui s'intéresse à ce qui est utile
- L'Esthétique, dont la plus haute valeur est la forme et l'harmonie
- Le Social, dont la plus haute valeur est l'amour des gens
- Le Politique, dont l'intérêt est avant tout le pouvoir
- Le Religieux, dont la valeur la plus élevée est l'unité [6]

Ces six traits plus détaillés sont :
Théorique: Une passion pour découvrir, systématiser et analyser; une recherche de connaissances.
Utilitaire: Une passion pour obtenir un retour sur tous les investissements impliquant du temps, de l'argent et des ressources.
Esthétique: Une passion pour ressentir des impressions du monde et atteindre la forme et l'harmonie dans la vie; réalisation de soi.
Social : Une passion pour investir moi-même, mon temps et mes ressources pour aider les autres à réaliser leur potentiel.
Individualiste : Une passion pour atteindre une position et utiliser cette position pour affecter et influencer les autres.
Traditionnel: Une passion pour rechercher et poursuivre le sens le plus élevé de la vie, dans le divin ou l'idéal, et parvenir à un système de vie.
Cet instrument de description de personnalités est parfois proposé avec l'évaluation DISC.